# Taung

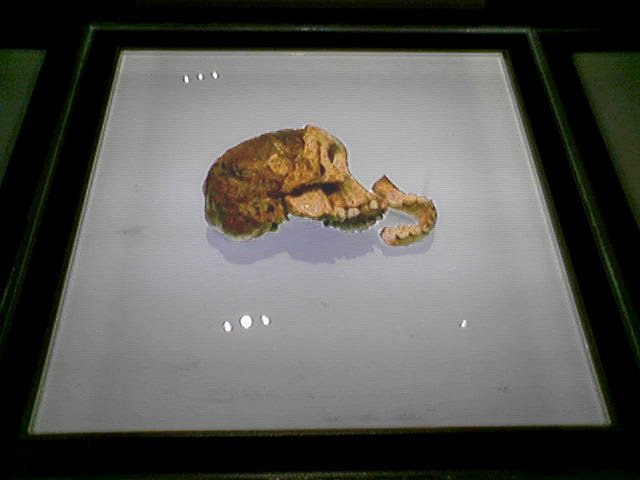
Il teschio del bambino di Taung in mostra presso il centro visitatori Maropeng della Culla dell'umanità ad inizio 2007

Taung è una piccola città situata nella Provincia del Nordovest del Sudafrica. Il nome significa "luogo del leone", e deriva da Tau, il capo della tribù Legoya o BaTaung di lingua tswana. Tau in tswana significa leone.

## Storia delle ricerche
Nel 1924 fu scoperto un teschio (in seguito chiamato Bambino di Taung) da un minatore della vicina cava di calcare di Buxton. Fu descritto da Raymond Dart nel 1925 come tipo nomenclaturale dell'Australopithecus africanus dopo che ebbe ricevuto una spedizione di fossili, prevalentemente di babbuino, ma che comprendeva anche il teschio di un bambino. Passarono anni prima che Dart visitasse Taung per determinare l'esatta posizione del ritrovamento. A quel tempo, l'estrazione di calcare aveva distrutto buona parte dell'area. I successivi scavi in situ furono condotti sotto la direzione di Phillip Tobias e Jeff McKee dell'Università del Witwatersrand, i quali lavorarono sul sito tra il 1989 ed il 1993 circa. Nonostante non siano riusciti a trovare altri resti di ominide, recuperarono importanti fossili ed aumentarono considerevolmente la conoscenza della geologia e della tafonomia di Taung.

## Tafonomia

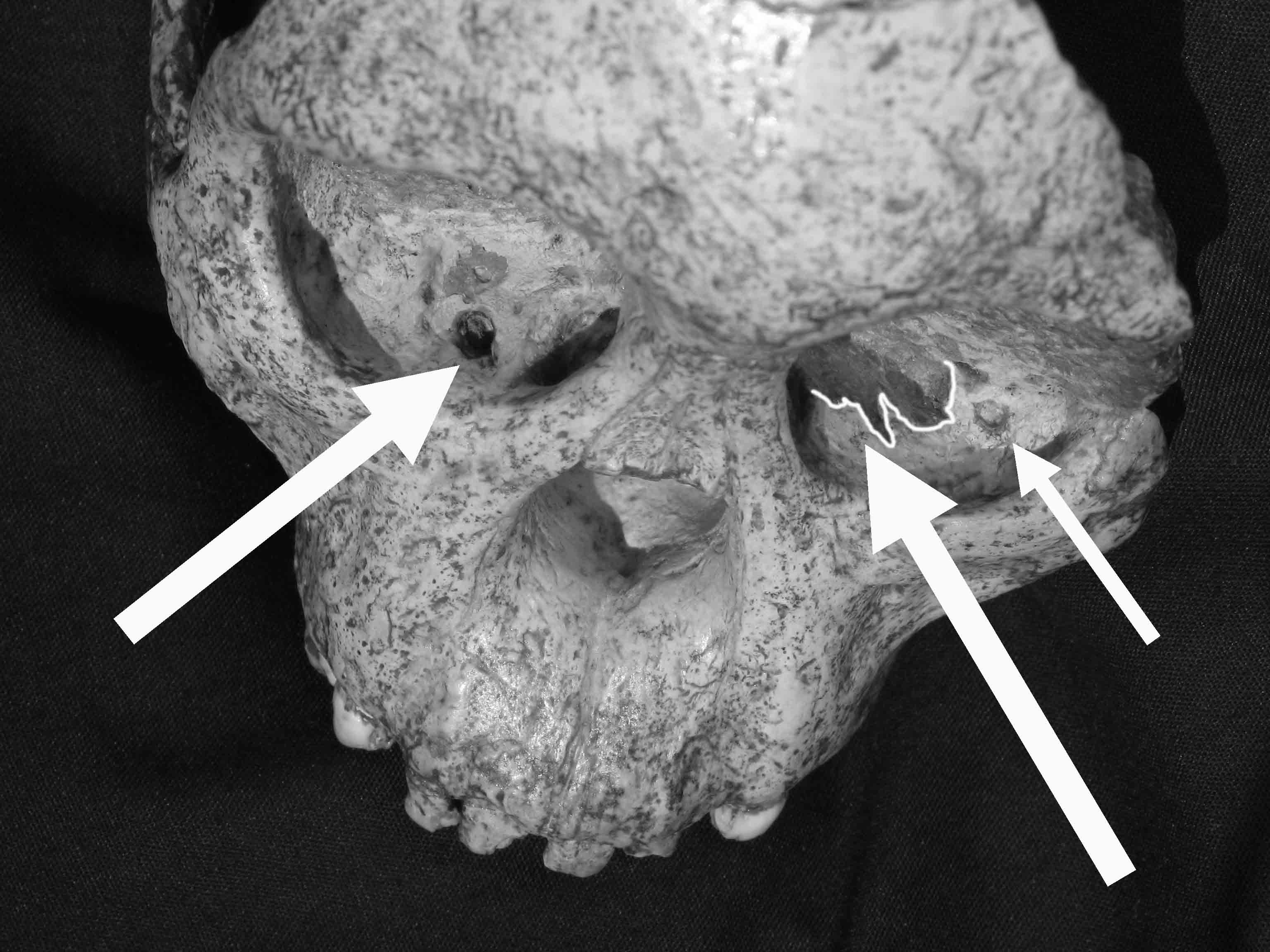
Teschio del Bambino di Taung con frecce che indicano i danni causati dal rapace

All'inizio si disse che il Bambino di Taung era stato ucciso da altri ominidi, in base a ipotesi avanzate da Raymond Dart sulla cultura Osteo-Dento-Cheratica. Il successivo studio di Charles Kimberlin Brain suggerì che il bambino fosse stato ucciso da un qualche mammifero carnivoro, ad esempio da un leopardo. Recenti studi effettuati sui reperti da Ron Clarke e Lee Berger, e l'identificazione di specifici segni sul teschio del bambino, hanno dimostrato che il Bambino di Taung potrebbe essere stato ucciso e mangiato da un grande rapace.

## Geologia
A differenza delle grotte dolomitiche nei pressi di Johannesburg e del sito di Makapansgat, i siti di Taung si trovano in grotte di tufo che fuoriesce dalla roccia dolomitica della scarpata di Kalahari.

## Bambino di Taung
Secondo la teoria darwinista il Bambino di Taung è tra i più importanti resti fossili arcaici mai scoperti. Fu il primo ominide scoperto in Africa, una specie in seguito divenuta nota come Australopithecus africanus, che era di sostegno all'ipotesi di Charles Darwin secondo cui i parenti più prossimi dell'uomo sarebbero le scimmie africane. Dimostrò anche la falsità di quello che era stato proposto come antenato dell'uomo, un teschio rinvenuto in Inghilterra conosciuto come Uomo di Piltdown o Eoanthropus. Si è ipotizzato che il piccolo teschio sia appartenuto ad un bimbo di 3 anni o 3 anni e 6 mesi. Il calco del cervello si è conservato in seguito al riempimento del teschio con sedimenti calcarei. Il teschio è conservato presso l'Università del Witwatersrand a Johannesburg, in Sudafrica.